# Cestrum benthamii
Cestrum benthamii är en potatisväxtart som beskrevs av John Miers. Cestrum benthamii ingår i släktet Cestrum och familjen potatisväxter. Inga underarter finns listade i Catalogue of Life.